# Liste der Baudenkmale in Schloen-Dratow
In der Liste der Baudenkmale in Schloen-Dratow sind alle denkmalgeschützten Bauten der Gemeinde Schloen-Dratow (Mecklenburg-Vorpommern) und ihrer Ortsteile aufgelistet. Grundlage ist die Veröffentlichung der Denkmalliste des Landkreises Müritz mit dem Stand vom April 2010.

## Legende
In den Spalten befinden sich folgende Informationen:
- ID-Nr: Die Nummer wird von den Denkmalämtern der Landkreise vergeben. Wenn sie nicht bekannt ist, bleibt die Spalte leer. In dieser Spalte kann sich zusätzlich das Wort Wikidata befinden, der entsprechende Link führt zu Angaben zu diesem Denkmal bei Wikidata.
- Lage: die Adresse des Denkmales und die geographischen Koordinaten.
Link zu einem Kartenansichtstool, um Koordinaten zu setzen. In der Kartenansicht sind Denkmale ohne Koordinaten mit einem roten bzw. orangen Marker dargestellt und können in der Karte gesetzt werden. Denkmale ohne Bild sind mit einem blauen bzw. roten Marker gekennzeichnet, Denkmale mit Bild mit einem grünen bzw. orangen Marker.
- Bezeichnung: Bezeichnung, so wie sie in den offiziellen Listen der Denkmalämter steht. Ein Link hinter der Bezeichnung führt zum Wikipedia-Artikel über das Denkmal. Wenn die Bezeichnung der Denkmalämter inhaltlich fehlerhaft ist, ist in der Spalte „Beschreibung“ darauf hinzuweisen.
- Beschreibung: Beschreibung des Denkmales
- Bild: ein Bild des Denkmales und gegebenenfalls einen Link zu weiteren Fotos des Denkmals im Medienarchiv Wikimedia Commons

## Baudenkmale nach Ortsteilen

### Groß Dratow
| ID | Lage                                        | Bezeichnung                                            | Beschreibung | Bild                                                   |
| -- | ------------------------------------------- | ------------------------------------------------------ | ------------ | ------------------------------------------------------ |
|    | Dorfstraße (westlicher Ortseingang) (Karte) | Feldstein-/ Backsteinscheune der ehemaligen Gutsanlage |              | Feldstein-/ Backsteinscheune der ehemaligen Gutsanlage |
|    | Dorfstraße 5 (Karte)                        | Schmiede                                               |              | Schmiede                                               |
|    | Friedhof (Karte)                            | Mausoleum der Fam. Lemcke                              |              | Mausoleum der Fam. Lemcke                              |
|    | Friedhof (Karte)                            | Friedhofsmauer                                         |              | Friedhofsmauer                                         |
|    | (Karte)                                     | Kirche                                                 |              | Kirche                                                 |

### Klockow
| ID | Lage              | Bezeichnung           | Beschreibung | Bild           |
| -- | ----------------- | --------------------- | --- | -------------- |
|    | Klockow 3 (Karte) | ehemalige Bahnstation | Der Bahnhof wurde 1886 mit der Bahnstrecke Neustrelitz–Warnemünde eröffnet. Nach Kriegsende wurde die Strecke 1945 abgebaut. Beim Wiederaufbau Anfang der 1960er Jahre entstand der Bahnhof an anderer Stelle neu, das Wohngebäude an der alten Station wird als Wohnhaus genutzt. 2014 wurde der Bahnhof Klockow geschlossen. | Weitere Bilder |

### Neu Schloen
| ID | Lage                    | Bezeichnung      | Beschreibung | Bild |
| -- | ----------------------- | ---------------- | ------------ | ---- |
|    | Am Anger 1/1a/2 (Karte) | Landarbeiterhaus |              |      |
|    | Am Anger 19/20 (Karte)  | Landarbeiterhaus |              |      |

### Schloen
| ID | Lage                  | Bezeichnung                | Beschreibung | Bild           |
| -- | --------------------- | -------------------------- | ------------ | -------------- |
|    | Dorfstraße 9 (Karte)  | Wassermühle                |              |                |
|    | Dorfstraße 19 (Karte) | Pfarrhaus mit Nebengebäude |              |                |
|    | Dorfstraße (Karte)    | Kirche                     |              | Weitere Bilder |

### Schwastorf
| ID | Lage                   | Bezeichnung                     | Beschreibung | Bild                            |
| -- | ---------------------- | ------------------------------- | ------------ | ------------------------------- |
|    | Friedhof (Karte)       | Friedhofsmauer, Portal, Kapelle |              | Friedhofsmauer, Portal, Kapelle |
|    | Kargower Weg 3 (Karte) | Bahnhof                         |              | Bahnhof                         |
|    | Kargower Weg (Karte)   | Speicher gegenüber Gutshaus     |              | Speicher gegenüber Gutshaus     |

## Quelle
- Karte der Baudenkmale im Geoportal des Landkreises

- Karte mit allen Koordinaten:
- OSM |
- WikiMap